# Allegro Heights (California)
Allegro Heights es un área no incorporada ubicada en el condado de Santa Cruz en el estado estadounidense de California.

## Geografía
Allegro Heights se encuentra ubicada en las coordenadas 36°58′19″N 122°2′16″O / 36.97194, -122.03778.